# ZA-P-2221
La ZA-P-2221 es una carretera española perteneciente a la Red de carreteras de la Diputación Provincial de Zamora que da acceso a la localidad de Fornillos de Fermoselle desde la carretera  CL-527 .

## Origen y Destino
La carretera  ZA-P-2221  tiene su origen en Villar del Buey en la intersección con la carretera  CL-527 , y termina en el casco urbano de Fornillos de Fermoselle, formando parte de la Red de Carreteras Provinciales de la Diputación de Zamora.